# Круизен кораб
Круизен кораб е плавателен съд (кораб), извършващ международни рейсове и превозващ пътници, участващи в групова туристическа програма и настанени на съда, с цел кратковременни туристически посещения, съгласно разписание, на един или няколко порта, открити за посещение на чуждестранни съдове.
В Раздел 1/А от приложенията към Конвенцията за облекчаване на международното морско корабоплаване (съдоходство) (на английски: Convention on Facilitation of International Maritime Traffic (FAL)) от 1965 г. плавателният съд, извършващ туристически круизи се определя като съд, предназначен за международни пътешествия с превозване на пътници, участници в групова програма и настанени на борда, с цел планирани туристически посещения на едно или повече различни пристанища, и на които при плаване обикновено няма:
- слизане или качване на други пътници;
- товарене или разтоварване на товари.